# Sekta
Sékta ali ločina je druga najmanjša verska organizacija in verska skupina, ki je nastala z odcepitvijo od kake že utrjene verske skupnosti.
Sekte so pogosto v sporu z ostalimi verskimi skupnostmi glede tolmačenja verskih resnic, saj pogosto zavračajo poglaviten nauk. Lahko tudi poudarjajo, da je njihova vera edina pravilna. Ob čemer sekte pogosto prihajajo v spor tudi z državo in zakoni. Članstvo je prostovoljno, medsebojna povezanost in solidarnost pa zelo velika.
Možna je tudi pejorativna uporaba sociološkega termina 'sekta' v vsakdanjem govoru v primerih, ko se o neki religiozni organizaciji, ki sociološko ne ustreza tipologiji sekte, govori v žaljivem pomenu kot v o sekti. Tudi religiozne organizacije in gibanja, ki tipološko ustrezajo sektam, same sebe nerade označujejo kot sekte.   
Zgledi religioznih gibanj, ki ustrezajo tipologiji sekte, so:
- Jehovove priče
- kvekerji
- rastafarijanske sekte (hiše)
  - Bobo Ašanti (Bobo Ashanti)
  - Dvanajst plemen Izraela (Twelve Tribes of Israel)
  - Najabingi (Niyabinghi) (Najabingško teokratsko vodstvo (Niyabinghi Theocracy Government))

Manjša verska organizacija je kult.